# Lago Nueltin
El lago Nueltin (en inglés: Nueltin Lake; en chipewyan, Nu-Thel-tin-tu-ch-eh, que significa «lago isla durmiente») es un lago de Canadá localizado en la frontera entre la provincia de Manitoba y el territorio autónomo de Nunavut. El principal emisario del lago es el río Thlewiaza, de unos 500 km de longitud, que desagua en la parte central de la ribera occidental de la bahía de Hudson. El lago, que tiene una superficie de 2.033 km², (2.279 km², incluyendo las islas) predominantemente en la región Kivalliq, en Nunavut, y en el lado de Manitoba está el Aeropuerto Lago Nueltin  que sirve de alojamiento de pesca. El lago está dividido en dos partes por un conjunto de estrechos.
En 1949, el Gobierno de Canadá trasladó un grupo de inuits, los ihalmiut, a Nueltin desde el lago Ennadai, pero la caza era pobre y no permanecieron en el área de Nueltin.